# بوب غودفري
بوب غودفري (بالإنجليزية: Robert (Bob) Godfrey)‏ هو سياسي أمريكي، ولد في 1948. انتخب عضو مجلس نواب كونيتيكت.